# واریندر سینگ (ورزشکار)
واریندر سینگ (انگلیسی: Varinder Singh؛ زادهٔ ۱۶ مهٔ ۱۹۴۷) بازیکن هاکی روی چمن اهل راج بریتانیا است.